# العزازية
قرية العزازية هي إحدى القرى التابعة لمركز أبو كبير في محافظة الشرقية في جمهورية مصر العربية. حسب إحصاءات سنة 2006، بلغ إجمالي السكان في العزازية 4701 نسمة، منهم 2431 رجل و2270 امرأة.